# Teplička nad Váhom
Teplička nad Váhom (in ungherese Vágtapolca) è un comune della Slovacchia facente parte del distretto di Žilina, nella regione omonima.